# Жінка з папугою (картина Курбе)
«Жінка з папугою» (фр. Woman with a Parrot) — картина французького художника Гюстава Курбе. Написана у 1866 році для виставки у Паризькому салоні. Твір зберігається у Музеї мистецтва Метрополітен у Нью-Йорку.

## Опис
На картині зображена оголена жінка, яка лежить на спині на ліжку, злегка повернувшись впівоберта і прикривши білим покривалом невелику ділянку ноги. На її підняту ліву руку сідає строкатий папуга. Волосся жінки розпущене. Поруч з ліжком знаходиться металева стійка для папуги.
Колорит одноманітний: він зведений до мінімуму ключових тонів. Переважають білий, зелений і коричневий кольори. Єдиним крихітним яскравим акцентом є оперення птиці. На темному тлі висить килим з ледь помітним орнаментом. На його фоні оголена жінка виглядає ще ефектніше.
Вважається, що натурницею для картини була Джоанна Гіфферман.